# 利美運動

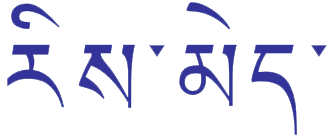
藏文，中文意爲不分派別、不分教派

利美運動（藏語：རིས་མེད།，威利转写：ris med，THL：ri-mé，藏语拼音：Rimê），又被稱為不分教派運動，近代藏傳佛教重要的精神復興運動，起源於19世紀前藏地區，最初的推動者，多半出身於寧瑪派與薩迦派之中。他們希望統一藏傳佛教不同教派間的歧見，對不同教派間的教義與傳承同等尊重，以回到佛陀最初的教導，並保存藏傳佛教的傳統。
部份格魯派信徒，反對利美運動，認為寧瑪派教法會因此混入純淨的格魯派教法中。這些反對者以多傑雄登信仰而集結，第十四世達賴禁止對多傑雄登的崇拜，因此引發多傑雄登爭議。

## 歷史

### 十九世紀
傳統上，因為歷史因素，藏傳佛教主要分成八支主要傳承－寧瑪派、噶當派（此處指融入噶當派的格魯派）、道果 (薩迦派) 、達波噶舉、香巴噶舉、決、觉囊 (Jonang) 以及珀东派 (Bodong) 等傳承。在傳統上，不同教派雖然都尊奉佛陀的教法，但因為歷史傳承、教義看法、地區政治勢力的不同，不同教派間經常互相攻擊。有些教法因此而凋零甚至後繼無人。
十九世紀開始，因為來自南部與東部的外部勢力的侵入與刺激，讓西藏僧人內部興起的反省的聲浪，他們希望所有藏傳佛教宗派之間都能彼此尊重，不去強調各自的傳承，平等的對待所有教法，以得到平衡。這被稱為利美運動。
利美運動的主要領導者是西藏的薩迦派學者，也是一位寧瑪派伏藏師的蔣揚欽哲旺波（Jamyang Khyentse Wangpo,1820–1892），從年輕時代起，他曾經追隨過一百五十多位上師，修行各個教派的教法。在四十歲時，他在藏東的宗薩佛學院進行長期閉關，與弟子蔣貢康楚羅卓泰耶(Jamgon Kongtrul Lodro Taye, first Jamgon Kongtrul,1813-1899)一同整理這些教法，最終形成了利美運動。此時利美運動的參與者還包括了寧瑪派的秋吉林巴 (Chogyur Lingpa,1829-1870) 、巴楚仁波切(Patrul Rinpoche,1808－1887)、米龐仁波切(1846－1912)、格鲁派的图登曲吉扎巴、萨迦派的沃罗爹旺。

### 利美五大藏
第一世蔣貢康楚仁波切編寫了一套西藏佛教的重要鉅著，稱為《五寶藏》，此書包含五部共九十餘大卷，內容為
1 .Rinchen Terdzo，
《大寶伏藏》，
又譯《珍寶伏藏》，共六十三卷，含歷代伏藏師所取的伏藏法教。包含了利美運動的推行者蔣貢康楚、蔣揚欽哲旺波與秋吉德千林巴的伏藏。
2.Kagyu Ngakzod (or Kagyü Ngagdzö)，
即《噶舉密咒藏》，約三大卷論文，包含了瑪爾巴的噶舉傳承所有密續。
3.Sheja Zod、即《显密诸宗及藏族文化总释》、或者譯為《所知藏》或《知识总汇》、《知識寶藏》，共三大卷，西藏宗教、文化和歷史。
4.Gyachen Kazod，即廣大教誡藏，《教誡廣藏》，共十三卷，包含了蔣貢康楚所有的雜著和文章。
5. Dam Ngakzod 即《口訣藏》，共十卷，包含了前述八大傳承的修持法。

## 現代推動者
蔣揚欽哲旺波無私的分享他的所學，吸引許多僧侶前來向他學習，並且推崇他是重要的藏傳佛教上師。在他死後，他的弟子及欽哲傳承的轉世靈童繼續推動這個運動，最主要的領導者是蔣揚欽哲卻吉羅卓(1896~1959)及頂果欽哲(1910－1991)。
在頂果欽哲過世後，被認證為蔣揚欽哲卻吉羅卓轉世的三世宗薩蔣揚欽哲仁波切（1961－）是目前最主要的利美運動領導者。
第十四世達賴(1935年－)也是利美運動的推動者之一，頂果欽哲曾經將許多寧瑪派教授傳承給十四世達賴，並要求弟子向達賴求法。

## 反對者
格魯派中，以多杰雄登信仰為主的部份人士，反對利美運動，認為若是混入寧瑪派教法，將會毀壞純淨的格魯派傳統。

### 引用
1. ↑  般若遍現林-第一世蔣貢康楚仁波切 (蔣貢康楚羅卓他耶) 簡傳 [永久]

## 外部連結
- 簡述「利美運動之研究」